# Арнальдо де Віланова

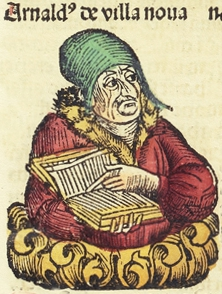
Арнальдо де Вілланова. Ілюстрація в Нюренбурзьких хроніках

Арнальдо де Віланова або ж Арнольд з Вілонови, кат. Arnau de Vilanova (1235—1313) — каталонський лікар, алхімік, автор «Салернського кодексу здоров'я». Описав отрути та протиотрути, лікувальні властивості рослин та способи їх використання. Серед його досягнень були відкриття монооксиду вуглецю та чистого спирту.